# 华南联合大学
华南联合大学又称私立华南联合大学，是中华人民共和国广东省广州市内曾经短暂存在的一所私立高等学校，由私立广东国民大学、私立广州大学、私立文化大学和私立广州法学院于1951年2月合并而成，1952年10月被撤并。

## 历史
1949年10月，广州解放，军管会文教接管委员会对广州市各高等学校开展接管工作。接管初期，私立广东国民大学、私立广州大学、私立文化大学和私立广州法学院四所高校仍各自办学。1950年，中华人民共和国第一次全国高等教育会议提出，要在统一方针下调整全国公私立高等学校，以配合国家建设需要。1951年1月13日，广东省文教厅厅长杜国庠组织私立广东国民大学、私立广州大学、私立文化大学和私立广州法学院进行会议，商讨四校合并与分工合作的事情。四校在会议中达成了合并意向，并在会后成立了私立华南联合大学筹备会，开展进一步工作。1951年2月18日，私立华南联合大学在广东省文教厅内召开第一次董事会，报告了华南联大筹备工作经过，并宣告筹备委员会工作完成。华南联合大学成立后，成立了共36人的校董会，李章达任董事长兼校长，陈汝棠任副董事长兼副校长，古文捷任董事兼副校长，并且各校原附设的中学也合并为华南联合大学附属中学。1951年3月19日，华南联合大学在广州市仰忠街的学校大礼堂举行升学仪式。1951年10月，中山大学师范学院、广东省文理学院和华南联合大学教育系合并成华南师范学院。
华南联合大学设文法、财经、理工三个学院，另有经济研究所、专科、训练班和附属中学。华南联合大学文法学院设在原广州法学院校园，下设法律系、政治系和中国语文系三系。其中，法律系和政治系由原四校相关院系合并组成，中国语文系由广州大学、广东国民大学和文化大学相关院系合并而成。华南联合大学财经学院设在原广州大学校园，下设财政、贸易、会计、企业管理四系，以及会计专修科。华南联合大学理工学院设在原广东国民大学校园，由原广州大学理工学院和广东国民大学工学院合并而成，设有土木、建筑和数理三系，以及土木和建筑两个专修科。
1951年11月，中央教育部召开全国工学院院长会议，会议决定中山大学工学院、华南联合大学工学院、岭南大学理工学院和广东工业专科学校合并立华南工学院，并于数月后正式成立。1952年5月，教育部草拟出一个全国院系调整方案，计划撤销金陵大学、圣约翰大学、震旦大学、岭南大学、华南联合大学等多间学校，将其院系并入当地其他院校。1952年10月，原中山大学、广东省立法商学院、私立岭南大学、私立华南联合大学合并为新的中山大学，华南联合大学附属中学改为华南师范学院附属中学。其后，华南联合大学并入中山大学的相关院系又有部分划出，并入中南财经学院、中南政法学院等院校。